# پسیکتریا اکسپانسا
پسیکتریا اکسپانسا (نام علمی: Psychotria expansa) نام یک گونه از تیره روناسیان است.